# Charambi
Charambi (nep. चरम्बी) – gaun wikas samiti we wschodniej części Nepalu w strefie Kośi w dystrykcie Bhojpur. Według nepalskiego spisu powszechnego z 2001 roku liczył on 616 gospodarstw domowych i 3167 mieszkańców (1670 kobiet i 1497 mężczyzn).